# Umvoti
Umvoti es un municipio local sudafricano situado en el distrito de Umzinyathi, en la provincia de KwaZulu-Natal.

## Superficie
Umvoti tiene una superficie de 2705 km².

## Demografía
En 2022, tenía 142 042 habitantes, una densidad poblacional de 52,52 hab./km², y 32 290 viviendas.